# Porto turistico di Roma
Il porto turistico di Roma è un porto turistico che si sviluppa per circa un chilometro lungo le sponde del mar Tirreno nella frazione litoranea di Ostia.

## Storia
Progettato negli anni '90 nell'ambito di un più ampio progetto di riqualificazione della zona dell'idroscalo di Ostia (che prevedeva anche la realizzazione dell'adiacente oasi), i lavori per la sua realizzazione iniziarono nel 1998, dopo l'autorizzazione da parte della locale Capitaneria di porto, ad opera della società ATI S.p.A. (Attività Turistiche e Imprenditoriali) di Mauro Balini e si conclusero con l'inaugurazione dello stesso il 24 giugno 2001 per un investimento complessivo di circa 120 miliardi di lire. La gestione fu affidata ad una società privata istituita ad hoc e denominata Porto Turistico di Roma S.r.l.
Nel 2012 fu approvato da Roma Capitale un progetto per l'espansione del porto con l'annesso restauro della vicina tor San Michele.
Nel 2015 Mauro Balini, amministratore del porto, viene arrestato con le accuse di bancarotta fraudolenta (a riguardo del fallimento indotto dell'ATI), emissione di fatture false, riciclaggio e corruzione; pertanto il porto viene amministrato dall'autorità giudiziaria.

## Caratteristiche
- 833 posti barca per una lunghezza massima di 60 metri;
- 80 negozi per attività commerciali e ristorazione;
- circa 1200 m di passeggiata con pista ciclabile che prosegue sul lungomare di Ostia;
- oltre 10000 m² di aree espositive;
- un anfiteatro di 750 sedute all'aperto;
- 1 400 posti auto su parcheggi interni ed esterni;
- un cantiere navale attrezzato con Travel Lift da 400 tonnellate;
- uffici e sedi delle forze dell'ordine (Guardia di Finanza, Carabinieri, Polizia e Capitaneria di Porto).